# Reichsmarine
Reichsmarine var navnet på den tyske flåde under Weimarrepublikken og i de første to år af Nazi-Tyskland. Reichsmarine var den maritime gren af Reichswehr og fungerede fra 1918 til 1935. I 1935 blev flåden nedlagt, og man oprettede i stedet Kriegsmarine som en gren af Wehrmacht – alt sammen foranlediget af Adolf Hitler.

## Vorläufige Reichsmarine
Vorläufige Reichsmarine (Foreløbige Reichsmarine) blev formeret efter slutningen på 1. verdenskrig af resterne af Kaiserliche Marine.
Versaillestraktaten lagde store begrænsninger på den tyske flåde, blandt andet måtte der kun ansættes 15.000 mand, og undervandsbåde var bandlyst. Flåden måtte desuden kun bestå af seks præ-dreadnaught slagskibe, seks krydsere samt tolv destroyere. Hvis man ønskede at erstatte de aldrende slagskibe, måtte erstatningerne maksimalt få et deplacement på 10.000 tons.

## Reichsmarine
Versaillestraktaten begrænsede størrelsen og bevæbningen på Reichsmarine, hvilket effektivt bremsede flådens kampkraft og mulighed for at introducere nye teknologier. Disse begrænsninger skulle begrænse republikkens evne til igen at blive en trussel mod de allierede. På den anden side havde de allierede gjort det klart, at Tyskland inden for en overskuelig fremtid ville blive den stærkeste sømagt i Østersøen som en modvægt mod den nye Sovjetunion, som de allierede ikke var helt trygge ved.
Reichsmarine forsøgte at omgå begrænsningerne ved hemmelige bevæbninger af skibene, omklassificering af skibe (eksempelvis krydserne af Deutschland-klassen, som efterhånden blev omtalt som lommeslagskibe).

## Overgangen til Kriegsmarine
I starten af 1930'erne håbede Reichsmarine, at man ved deltagelse i Flådekonferencen i London og Nedrustningskonferencen i Genéve kunne få slækket på de stramme begrænsninger, man havde fået pålagt efter Versailles-freden. Begge forsøg mislykkedes dog grundet det stejle Frankrig, der ikke anerkendte Tysklands deltagelse i konferencerne og stemte imod et britisk forslag i Genéve vedrørende bedre vilkår for Reichsmarine.
Som en reaktion på den mislykkede Genéve-aftale erklærede Reichswehrminister von Schleicher den 26. Juli 1932, at Tyskland ikke længere følte sig bundet af Versaillestraktatens begrænsninger. Samme år godkendte ministeren en oprustningsplan, der involverede våben over de tilladte kalibre, anskaffelse af ubåde samt et marineluftvåben, der skulle bruges på et fremtidigt hangarskib. Således medvirkede Reichsmarine til at gøre sit til afslutningen på Weimarrepublikken ved at begynde en massiv oprustning.
Den 30. januar 1933 kom Adolf Hitlers magtovertagelse, og efter Rigspræsident Paul von Hindenburgs død den 19. august 1934 sværgede hele Rigsværnet Hitler personligt troskab som øverstkommanderende. Den 1. juni 1935 blev Reichsmarine omdøbt til Kriegsmarine. Umiddelbart herefter indgik Storbritannien og Tyskland en aftale, hvorved Tyskland fik ret til at have en flåde på 35 procent af Royal Navys samlede tonnage. Dette var en kærkommen tilladelse til oprustningen inden 2. verdenskrig.